# Рејл (Џорџија)
Рејл (Џорџија) (енгл. Rayle) град је у америчкој савезној држави Џорџија. По попису становништва из 2010. у њему је живело 199 становника.

## Демографија
Према попису становништва из 2010. у граду је живело 199 становника, што је 60 (43,2%) становника више него 2000. године.
| Група             | 2000.       | 2010.      |
| Белци             | 110 (79,1%) | 94 (47,2%) |
| Афроамериканци    | 22 (15,8%)  | 89 (44,7%) |
| Азијати           | 0 (0,0%)    | 5 (2,5%)   |
| Хиспаноамериканци | 5 (3,6%)    | 9 (4,5%)   |
| Укупно            | 139         | 199        |